# Carla Hayden
Carla Diane Hayden (Tallahassee, 10 augustus 1952) is een Amerikaanse bibliothecaris die diende als de 14e directeur van de Library of Congress. Hayden was zowel de eerste Afro-Amerikaanse als de eerste vrouw in deze functie. Ze werd in 2016 benoemd en was de eerste professionele bibliothecaris in deze rol sinds 1974. In mei 2025 werd ze zonder opgave van reden ontslagen uit haar functie door president Trump.
Hayden begon haar loopbaan bij de openbare bibliotheek van Chicago en behaalde een doctoraat in bibliotheekwetenschappen aan de University of Chicago. Van 1993 tot 2016 was ze directeur van de Enoch Pratt Free Library in Baltimore, Maryland, en van 2003 tot 2004 voorzitter van de American Library Association (ALA). Tijdens haar voorzitterschap was ze een uitgesproken criticus van bepaalde bepalingen van de USA Patriot Act, die van invloed waren op openbare informatievoorziening.
In 2020 werd ze verkozen tot lid van de American Philosophical Society.

## Biografie
Hayden werd geboren in Tallahassee, Florida, als dochter van Bruce Kennard Hayden Jr., destijds hoofd van de snaarinstrumentenafdeling van de Florida A&M University, en Colleen Hayden (geboren Dowling), maatschappelijk werker. Haar ouders ontmoetten elkaar tijdens hun studie aan Millikin University in Decatur, Illinois. Hayden groeide op in New York City. Toen ze tien was, scheidden haar ouders en verhuisde ze met haar moeder naar Chicago. Ze had een jongere halfbroer uit het tweede huwelijk van haar vader, Bruce Kennard Hayden III, die in 1992 overleed.
De familie van haar moeder kwam uit Helena, Arkansas. De moederskant van haar vader, uiteindelijk gevestigd in Du Quoin, Illinois, was tot slaaf gemaakt; dit wordt beschreven in het boek It’s Good to Be Black van Ruby Berkley Goodwin.
Haar liefde voor lezen werd aangewakkerd door Bright April van Marguerite de Angeli, een boek uit 1946 over een Afro-Amerikaans meisje dat bij de Kabouters (scouting) zat. Op de South Shore High School in Chicago raakte Hayden geïnteresseerd in Britse geschiedenis en cosy mysteries. Ze studeerde aan het MacMurray College in Jacksonville, Illinois, en stapte later over naar Roosevelt University.
Aanvankelijk dacht ze niet aan een loopbaan in bibliotheken, totdat ze in 1973 afstudeerde in politieke wetenschappen en Afrikaanse geschiedenis aan Roosevelt University. Hayden behaalde haar master in bibliotheekwetenschappen in 1977 en haar doctoraat in 1987, beide aan de Graduate Library School van de University of Chicago.

### Loopbaan
Hayden begon haar carrière bij de openbare bibliotheek van Chicago, waar ze verhalen vertelde aan kinderen met autisme. Van 1973 tot 1979 werkte ze als (kinder)bibliothecaris bij de Whitney Young-vestiging. Tussen 1979 en 1982 coördineerde ze de jongerenafdeling. Van 1982 tot 1987 was ze coördinator van bibliotheekdiensten bij het Museum of Science and Industry in Chicago.
Daarna verhuisde ze naar Pittsburgh, waar ze van 1987 tot 1991 universitair docent was aan de School of Information Sciences van de University of Pittsburgh.
In 1991 keerde ze terug naar Chicago als plaatsvervangend commissaris en hoofd van de openbare bibliotheek. In deze periode leerde ze Michelle en Barack Obama kennen.
Van 1993 tot 2016 was Hayden directeur van de Enoch Pratt Free Library in Baltimore. Ze speelde een belangrijke rol bij de oprichting van het Spectrum Scholarship Program in 1997, dat beurzen biedt aan studenten van kleur om hen te ondersteunen in hun opleiding tot bibliothecaris en leiderschapsrollen binnen de ALA.
In januari 2010 kondigde president Obama aan dat hij Hayden wilde benoemen tot lid van de National Museum and Library Services Board en de National Foundation on the Arts and the Humanities.

### Enoch Pratt Free Library
Op 1 juli 1993 werd Hayden benoemd tot directeur van de Enoch Pratt Free Library. Ze opende het eerste nieuwe filiaal in 35 jaar en leidde de renovatie van de hoofdvestiging. Tijdens de protesten in Baltimore in 2015 hield zij de bibliotheken open, wat haar veel lof opleverde. In een interview zei ze: “We wisten dat mensen op zoek zouden gaan naar een toevluchtsoord.”
Ze verliet de functie op 11 augustus 2016, toen ze werd benoemd tot directeur van de Library of Congress.

### ALA-voorzitterschap
Als voorzitter van de ALA in 2003–2004 voerde Hayden het thema "Gelijke toegang" en zette zich in voor programma's voor jongeren, zoals huiswerkbegeleiding en loopbaanadvies. Hiervoor kreeg ze in 1995 de prijs ‘Librarian of the Year’ van Library Journal—de eerste Afro-Amerikaanse die deze eer te beurt viel.
Ze was ook fel gekant tegen de Patriot Act, vooral artikel 215, dat de FBI toegang gaf tot bibliotheekgegevens. Ze debatteerde hierover publiekelijk met minister van Justitie John Ashcroft. Hayden benadrukte het belang van een evenwicht tussen veiligheid en individuele vrijheden.
Vanwege haar inzet werd ze in 2003 uitgeroepen tot Ms. Woman of the Year.

### Directeur Library of Congress
President Obama nomineerde Hayden op 24 februari 2016. Meer dan 140 organisaties ondersteunden haar benoeming. Op 13 juli 2016 bevestigde de Senaat haar met 74 tegen 18 stemmen, en op 14 september 2016 werd ze beëdigd door opperrechter John Roberts.
Hayden was de eerste vrouw, de eerste Afro-Amerikaan en de eerste beroepsbibliothecaris in deze functie. Ze wilde vooral de digitale toegankelijkheid van de bibliotheek verbeteren, inclusief de digitalisering van ten minste de helft van de collectie van 162 miljoen items.
Ze zette zich ook in voor landelijke toegang tot informatie en betere technologie. In 2017 nodigde ze jonge kinderen uit om een dag als Bibliothecaris van de Library of Congress te fungeren.

### Ontslag als directeur van Library of Congress
Op 8 mei 2025 werd Hayden plotseling ontslagen door president Trump. Twee dagen eerder had ze nog getuigd voor het Congres. Democratische leiders noemden haar ontslag "onrechtvaardig" en onderdeel van een bredere poging tot censuur.
De American Accountability Foundation beweerde op X dat Hayden "woke" zou zijn, tegen Trump, en boeken promootte over genderdiversiteit. Tijdens een persconferentie stelde het Witte Huis dat ze ontslagen was wegens “DEI-beleid en ongepaste kinderboeken”.
De American Library Association prees haar nalatenschap als een “wijze en trouwe beheerder” van de nationale bibliotheek.

### PEN/Faulkner Literary Champion
In 2025 werd Hayden benoemd tot PEN/Faulkner Literary Champion. De organisatie eerde haar jarenlange inzet voor inclusieve verhalen die de Amerikaanse cultuur verrijken.
"Her vision for America’s national library, connecting all Americans to the Library of Congress, has redefined and modernized the Library’s mission: to engage, inspire and inform Congress and the American people with a universal and enduring source of knowledge and creativity."

## Eerbetoon
Op 19 december 2023 werd planetoïde (16397) Carlahayden naar haar vernoemd.
- Bibsys: 1492758309483
- Bibliothèque nationale de France: cb17780090s (data)
- CiNii: DA19969193
- Gemeinsame Normdatei: 1106460634
- International Standard Name Identifier: 0000 0003 8595 637X
- Library of Congress Control Number: n91118623
- Nationale Bibliotheek van Letland: 000328987
- Nationale Bibliotheek van Tsjechië: xx0232697
- Nationale Bibliotheek van Israël: 987007364289805171
- Nationale Bibliotheek van Polen: a0000003820570
- Nederlandse Thesaurus van Auteursnamen: 419375880
- SNAC: w6s57gj9
- Système universitaire de documentation: 24095372X
- Semantic Scholar: 71607021
- Virtual International Authority File: 165048917
- WorldCat: E39PBJbM4MF3jypJYJvQ6tv4MP